# Wet milieubeheer
De Wet milieubeheer (Wm) is een Nederlandse wet die in werking trad op 1 september 1980. Tot 1993 was de officiële naam de Wet algemene bepalingen milieuhygiëne (Wabm).
Op 1 maart 1993 heeft de Wet milieubeheer de resterende bepalingen overgenomen uit de oude Hinderwet (origineel 1875; herzien 1956), die is komen te vervallen. Dit betreft dus niet dezelfde wet, maar het betreft wel hetzelfde onderwerp. De Hinderwet vormde de basis voor het afgeven van vergunningen ter voorkoming van hinder. Op basis van de Wet milieubeheer worden milieuvergunningen afgegeven. Het oogmerk van de Wet milieubeheer is ruimer dan de Hinderwet. Het gaat niet enkel om het voorkomen van hinder, maar ook over ‘de bescherming van het milieu’. Deze verruiming was deels al ingezet bij de herziening van de Hinderwet. 
Op 1 oktober 2010 is de Wet algemene bepalingen omgevingsrecht (Wabo) juridische basis voor vergunningen geworden.
Op 1 januari 2024 is een deel van de Wet milieubeheer overgegaan naar de Omgevingswet (Ow).

## Adviesorganen
In hoofdstuk 2 van de Wet milieubeheer staan vermeld welke de adviesorganen zijn bij milieuzaken. Dit zijn: 
- De commissie voor de milieueffectrapportage (MER) (art. 2.17 Wm.): deze brengt advies uit over verzoeken om ontheffing van de verplichting tot het maken van een "milieu-effectrapport" (MER) + advies met betrekking tot milieueffectrapporten. Deze commissie brengt elk jaar een jaarverslag uit aan de minister van VROM en Landbouw (art. 2.18 Wm.).
- De commissie genetische modificatie (art. 2.26 Wm.): advies over genetische modificatie. Rapportage binnen vier jaren (art 2.29 Wm.).
- De provinciale milieucommissie (art. 2.41 Wm.): adviescommissie die is ingesteld door Provinciale Staten (P.S.) en wordt door het provinciaal bestuur vooraf gehoord over maatregelen en plannen.

## Plannen
In hoofdstuk 4 van de Wet milieubeheer worden de verschillende soorten milieuplannen onderscheiden, te weten: 
- milieubeleidsplannen die er op nationaal, provinciaal en gemeentelijk niveau zijn. Ze worden eenmaal per vier jaren door respectievelijk de ministers, Provinciale Staten en de gemeenteraad vastgesteld. Ze geven de hoofdzaken van het milieubeleid weer.
- milieuprogramma’s die er op nationaal, provinciaal en gemeentelijk niveau zijn. Ze worden jaarlijks vastgesteld door respectievelijk de ministers, Gedeputeerde Staten en de gemeenteraad (en voorbereid door het college van B&W). Ze bevatten de te verrichten milieuactiviteiten voor de komende jaren. (een "programma").
- Gemeentelijk rioleringsplan, dat steeds wordt vastgesteld door de gemeenteraad voor een daarbij vast te stellen periode (art. 4.22 lid 1 Wm.). Dit plan wordt voorbereid door het college van B&W (art. 4.23 lid 1 Wm.). Daarna kunnen Gedeputeerde Staten nog aanwijzingen geven (art. 4.24 lid 1 Wm.).

## Milieukwaliteitseisen
In hoofdstuk 5 van de Wet milieubeheer worden de milieukwaliteitseisen weergegeven. Deze dienen ter bescherming van het milieu dat boven provinciaal belang gaat (landelijk, Europees of wereldwijd) en ze worden bij Algemene Maatregel van Bestuur (AMvB) vastgesteld of in "alarmdrempels" (art. 5.1 lid 1 Wm.) aangegeven. Sinds 15 november 2007 zijn de belangrijkste bepalingen over luchtkwaliteitseisen opgenomen in de Wet milieubeheer (hoofdstuk 5, titel 5.2 Wm). Omdat titel 5.2 handelt over luchtkwaliteit staat deze ook wel bekend als de 'Wet luchtkwaliteit'. 

## Milieueffectrapportage
Hoofdstuk 7 van de Wet milieubeheer gaat over de milieueffectrapportage (m.e.r.): dit is een procedure met als doel op te komen tot een rapportage over de gevolgen van een activiteit voor het fysieke milieu, gezien vanuit het belang van de bescherming daarvan, een zogenaamd milieueffectrapport (MER). Bij de voorbereiding van bepaalde bestuurlijke besluiten wordt een MER gemaakt, indien dit wordt voorgeschreven door de wet. De betreffende activiteiten worden aangewezen bij Algemene Maatregel van Bestuur (het Besluit m.e.r.) en dit houdt in, dat hiervoor een MER moet worden gemaakt (art. 7.2 lid 1 Wm.). 
Er kan ontheffing van deze verplichting worden verleend als er al een MER over bestaat (art. 7.5 Wm.). 
De Commissie voor de milieueffectrapportage (art. 2.17 Wm.) brengt advies uit over het MER. 
In het MER moeten onder andere de betreffende activiteit staan vermeld en het doel ervan (art. 7:10 Wm.). 
Na het nemen van het bestuurlijk besluit waarbij een milieueffectrapport (MER) was betrokken, vindt de evaluatie plaats (art. 7.39 Wm.), waarbij onderzoek wordt gedaan naar de gevolgen van de activiteit voor het milieu ("milieueffect").

## Milieuvergunningen
In hoofdstuk 8 staat de milieuvergunning centraal. Het is verboden zonder vergunning een inrichting op te richten (a), te veranderen of de werking ervan te veranderen (b), of het in werking hebben van een inrichting die gevaar, schade of hinder kan veroorzaken (art. 8.1 Wm.). 
Een uitzondering op dit verbod wordt gevormd door het verlenen van een milieuvergunning. 
Er is geen milieuvergunning vereist, wanneer het een categorie inrichting betreft die bij Algemene Maatregel van Bestuur is aangewezen (art. 8.40 lid 1 Wm.). 
De uniforme openbare voorbereidingsprocedure is van toepassing op de aanvraag van de milieuvergunning (art. 8.6 Wm.). 
De vergunning kan slechts in het belang van de milieubescherming worden geweigerd (art. 8.10 lid 1 Wm.). 
In art. 8.11 Wm. staat vermeld, wat er in een vergunning moet staan zoals de voorschriften die nodig zijn ter bescherming van het milieu (Alara-beginsel: lid 3). Dit zijn de vergunningvoorschriften. 
Deze voorschriften mogen het transport van afvalstoffen naar of uit de provincie niet beperken of uitsluiten (art. 8.13a Wm.). 
De vergunning kan bij een tijdelijke inrichting voor ten hoogste 5 jaren worden verleend (art. 8.17 lid 1 Wm.). 
De vergunning voor de inrichting vervalt, wanneer het niet binnen drie jaren wordt opgericht of 3 jaar achtereen niet is gebruikt (art. 8.18 Wm.). Uit jurisprudentie blijkt overigens dat hierbij ook de mogelijkheid bestaat dat slechts een gedeelte van de milieuvergunning vervalt.
Overigens is de vergunningplicht op basis van de Wet milieubeheer per 1 oktober 2010 overgegaan naar de Wet algemene bepalingen omgevingsrecht (Wabo). Per 1 januari 2024 is de Wabo vervangen door de Omgevingswet (Ow).

### Voor wie geldt de milieuvergunning?
De milieuvergunning geldt voor iedereen die de inrichting drijft en diegene moet ook zorgen dat de vergunningsvoorschriften worden nageleefd (art. 8.20 Wm.). 
Het bevoegd gezag, dat de vergunning heeft verleend, bekijkt regelmatig of de vergunningsvoorschriften en de beperkingen daarop nog actueel zijn (art. 8.22 lid 1 Wm.). 
De beperkingen aan de milieuvergunning kunnen zowel ambtshalve of op verzoek van de vergunninghouder door het bevoegde gezag worden aangevuld, gewijzigd of ingetrokken (art. 8.23 lid 1; 8.24 lid 1; 8.25 en 8.26 Wm.). 
- De Wet milieubeheer kent geen systeem van heffingsrechten met betrekking tot beschikkingen tot verlening, wijziging of intrekking van een vergunning/ontheffing (art. 15.34a Wm.).

Degene die een milieuvergunning heeft gekregen met betrekking tot een gesloten stortplaats, stelt een nazorgplan in ter uitvoering van de maatregelen ter voorkoming van nadelige gevolgen voor het milieu (art. 8.49 lid 1 + 3 Wm.).

### Gedoogbeschikking
In bijzondere situaties kan, zonder te beschikken over de nodige vergunning, een gedoogbeschikking worden afgegeven. Is het procedureel nog niet mogelijk om een gedoogbeschikking af te geven dan kan men ambtshalve gedogen.
Een gedoogsituatie doet zich voor bij de cementproductie en verbranding van afvalstoffen bij de ENCI te Maastricht. ENCI Maastricht had de milieuvergunning op 15 mei 2008 laten verlopen en verzuimd de vergunning te vernieuwen. Op 30 oktober 2008 is door de Provincie Limburg een voorgenomen besluit een gedoogbeschikking ter inzage gelegd. Zolang de gedoogbeschikking nog niet kan worden afgegeven wordt ambtelijk gedoogd dat ENCI Maastricht zonder een geldige vergunning de cementproductie en co-verbranding van afvalstoffen voortzet.

## Afvalstoffen
Bij de verwerking van afvalstoffen zijn milieubeschermingsmaatregelen verplicht (art. 10.1 Wm.). 
De minister van VROM moet ten minste eenmaal per vier jaren een afvalbeheersplan vaststellen (art. 10.3 Wm.). 
Er wordt hierbij rekening gehouden met het nationale milieubeleidsplan (zie hiervoor). (art. 10.6 Wm.). 
Het afvalbeheersplan kan na de vaststelling nog worden gewijzigd (art. 10.13 lid 1 Wm.). 
- Het beheer van huishoudelijke en andere afvalstoffen: de gemeente zorgt voor de inzameling van huisafval (art. 10.21 Wm.) en “grof” huisafval (art. 10.22 Wm.).

De gemeenteraad stelt in het belang van de milieubescherming een afvalverordening vast (art. 10.23 lid 1 Wm.), die ook ter voorkoming van zwerfafval dient (art. 10.25 Wm.). 
De gemeente zorgt voor ten minste één inzamelpunt (art. 10.27 Wm.). 
- Lozingsverbod van afvalstoffen (art. 10.30 lid 1 Wm.): het is verboden afvalstoffen te lozen als dit niet gebeurt vanuit een inrichting. Dit verbod geldt niet voor afvalwater bij huishoudelijk gebruik (art. 10.30 lid 2 sub b Wm.).

Elke gemeente in Nederland moet voor een doelmatige inzameling en transport van afvalwater binnen de gemeentegrenzen zorgen (art. 10.33 lid 1 Wm.). 
- Het is verboden bedrijfsafvalstoffen/gevaarlijke afvalstoffen aan een ander af te geven (art. 10.37 lid 1 Wm.).

## Geluidshinder
Hoofdstuk 11 van de Wet milieubeheer is gewijd aan geluidshinder. Het hoofdstuk bevat naast een algemene titel 2 delen: Titel 11.2 handelt over geluidskaarten en actieplannen. Titel 11.3 handelt over geluidproductieplafonds die gelden langs rijkswegen en landelijke spoorwegen. Naast de Wet milieubeheer bestaat ook nog de Wet geluidhinder, die handelt over andere bronnen van geluid.

## Milieuverslaglegging
Op grond van hoofdstuk 12 van de Wet milieubeheer moet de houder van de milieuvergunning een milieuverslag maken dat gaat over het voorafgaande jaar (art. 12.1 lid 1 Wm.).
Er moeten twee soorten milieuverslagen worden gemaakt: 
1. Publieksverslag (art. 12.2 Wm.): degene die de inrichting drijft, stelt jaarlijks een milieuverslag op voor het algemeen publiek (burgers) (lid 1).
2. Overheidsverslag (art. 12.4 Wm.): degene die de inrichting drijft, stelt jaarlijks ten behoeve van het vergunningverlenende bestuursorgaan een milieuverslag op (lid 1).

Dit is een verslag aan de overheid, die de vergunning heeft verleend. 

## Procedurevoorschriften
In hoofdstuk 13 van de Wet milieubeheer staat hoe milieubeschikkingen tot stand komen: Bij het maken van milieubeschikkingen met betrekking tot onder andere de Wet geluidhinder, Waterwet en de Wet milieugevaarlijke stoffen, wordt de uniforme openbare voorbereidingsprocedure gevolgd (art. 13.1 Wm.).

## Gecoördineerde behandelingen
Gedeputeerde Staten (G.S.) kunnen samenhangende aanvragen “gecoördineerd” behandelen (art. 14.1 Wm.). Als er niet meer dan zes weken tussen de aanvragen zit, kunnen Gedeputeerde Staten bepalen dat de datum van ontvangst geldt als de datum waarop de laatste aanvraag is ontvangen. 
G.S. houden rekening met de onderlinge samenhang tussen de betrokken aanvragen (art. 14.3 lid 1 Wm.). 
G.S. kunnen verplichte medewerking vragen van beslissende bestuursorganen en adviseurs (art. 14.4 Wm.). 
Bij samenhangende activiteiten is er één milieu-effectrapport (art. 14.5 lid 1 Wm.). 

## Milieusubsidies
De minister van VROM kan subsidie verstrekken voor bepaalde activiteiten, die bij Algemene Maatregel van Bestuur of ministeriële regeling zijn aangewezen (art. 15.13 lid 1 Wm.). 
Degene tot wie een milieubeschikking is gericht, kan vergoed worden in de schade of kosten door het bestuursorgaan (art. 15.20 Wm.). 
In Den Haag is het Fonds Luchtverontreiniging gevestigd en deze rechtspersoon vergoedt schade ten gevolge van luchtverontreiniging (art. 15.25 Wm.). Er wordt echter geen schade vergoed als het schadebedrag lager is dan € 225, de schade bij de burgerlijke rechter (civiele procedure) kan worden verhaald of de schade op een andere manier kan worden vergoed (art. 15.26 lid 2 Wm.). 

## Calamiteiten
Bij ongewone voorvallen in een inrichting waarbij milieuschade ontstaat of dreigt te ontstaan, moet degene die de inrichting drijft onmiddellijk maatregelen nemen (art. 17.1 Wm.). Tevens moet het voorval zo spoedig mogelijk aan het bestuursorgaan, dat de milieuvergunning heeft verleend, worden meegedeeld (art. 17.2 Wm.). 

## Handhaving
Het bestuursorgaan dat de milieuvergunning heeft verleend, zorgt voor de handhaving (art. 18.2 Wm.).
Er wordt hierbij rekening gehouden met het voor de betrokkenen geldende milieubeleidsplan. 
De minister van VROM, Gedeputeerde Staten en het college van B&W zijn verantwoordelijk voor de handhaving als bestuursorganen. Ze hebben namelijk als taak: het zorg dragen voor de bestuursrechtelijke handhaving van de zorg voor het milieu en de bescherming van het milieu tegen afvalstoffen in de zin van art. 10.1 Wm. (art. 18.2a lid 1 Wm.). 
Door de minister van VROM zijn toezichtambtenaren aangewezen voor de handhaving van de milieuregels (art. 18.4 Wm.). Bij bestrijding van gevaarlijke afvalstoffen zijn deze ambtenaren bevoegd een woning binnen te treden zonder toestemming van de bewoner (art. 18.5 Wm.). 
Wanneer men niet meewerkt aan de toezichtambtenaren, kan het bevoegde bestuursorgaan bestuursdwang uitoefenen (art. 18.6 Wm.). Bij de toepassing van bestuursdwang en de dwangsom (handhavingsmiddelen), moet rekening gehouden worden met het ne bis in idem- beginsel, dat men niet twee keer voor hetzelfde feit kan worden veroordeeld. 
Intrekking van een milieuvergunning is ook mogelijk als sanctie bij overtreding van milieuvoorschriften (art. 18.12 lid 1 Wm.), maar een vergunning mag niet eerder worden ingetrokken dan nadat de overtreder binnen een bepaalde termijn in de gelegenheid is gesteld alsnog aan de vergunningsvoorschriften/ontheffing te voldoen (art. 18.12 lid 3 Wm.). 
Dit alles geldt ook voor het beheer van gevaarlijke afvalstoffen (art. 18.12 lid 2 Wm.).

## Openbaarheid
In het kader van het openbaarheidsbeginsel moeten MER-gegevens worden verstrekt op grond van de Wet openbaarheid van Bestuur (WOB), op verzoek van een iedereen (art. 19.2 Wm.). Bedrijfs- en staatsgeheimen kunnen dan weggelaten worden uit vertrouwelijke stukken (art. 19.3 Wm.). Het bestuursorgaan beslist binnen vier weken op een verzoek tot geheimhouding (art. 19.5 Wm.).

## Beroep bij de bestuursrechter
Tegen besluiten op grond van onder andere de Wet milieubeheer, Wet geluidhinder, Grondwaterwet, Wet verontreiniging oppervlaktewater en de Wet milieugevaarlijke stoffen staat rechtstreeks beroep op de Afdeling bestuursrechtspraak van de Raad van State open (art. 20.1 Wm.). 
De beslistermijn is één jaar na afloop van de beroepstermijn (art. 20.1 lid 2 Wm.). 
Er kan geen beroep worden ingesteld tegen onder andere een besluit inzake een milieubeleidsplan en een afvalbeheersplan (art. 20.2 lid 1 + 2 Wm.). 
Verder kan ook geen beroep worden ingesteld tegen de volgende beschikkingen: 
- Een bindende aanwijzing door de minister van VROM aan het bevoegde bestuursorgaan in de zin van art. 8.27 Wm.
- Een bindende aanwijzing door Gedeputeerde Staten, wanneer het college van B&W een milieuvergunning + vergunning met betrekking tot de Wet Verontreiniging Oppervlaktewateren (V.O.) verleent in de zin van art. 8.13a Wm. in combinatie met art. 8.28 Wm.
- Een verklaring van geen bedenkingen (bezwaren) van de minister van VROM inzake een vergunning voor een inrichting waarin afvalstoffen nuttig worden toegepast/verwijderd (art. 8.35 Wm.) in de zin van art. 8.36a lid 1 Wm.
- Een beschikking op verzoek van de minister van VROM aan het bevoegde bestuursorgaan om vergunning beperkende voorschriften te wijzigen of de vergunning geheel of gedeeltelijk in te trekken in de zin van art. 8.39 Wm.

Een besluit in de zin van art. 20.1 lid 1 Wm., dat genomen is op grond van de Wet milieubeheer, treedt in werking nadat de bezwaartermijn van zes weken is verstreken (art. 20.3 lid 1 Wm.). Het kan ook onmiddellijk in werking treden, als het bevoegd gezag vindt dat het meteen van kracht moet worden (art. 20.5 Wm.). 
- Beroepen tegen besluiten op grond van de Wet milieubeheer en met inachtneming van de uniforme openbare voorbereidingsprocedure, zijn geregeld  in art. 20.6 en volgende van de Wet milieubeheer.

Beroepsgerechtigden zijn:
- degenen die bedenkingen hebben tegen het ontwerpbesluit
- adviseurs
- degenen die bedenkingen hebben tegen wijzigingen van het ontwerpbesluit
- belanghebbenden aan wie redelijkerwijs niet kan worden verweten dat ze geen bedenkingen hebben gehad tegen het ontwerpbesluit

Het is onmogelijk dat een besluit onmiddellijk in werking treedt (art. 20.6 lid 3 Wm.). 
Er geldt een afwijkende beroepstermijn: de beroepstermijn begint op de dag na de datum van terinzagelegging in de zin van art. 3:44 lid 2 sub a Awb. (art. 20.7 Wm.). 
Als er ook een bouwvergunning op grond van de Woningwet vereist is, treedt een besluit dat tot stand is gekomen met de uniforme openbare voorbereidingsprocedure, pas in werking nadat de bouwvergunning is verleend (art. 20.8 Wm.). 
- Beroepen tegen besluiten die zijn genomen op grond van de Wet milieubeheer en wijzigingsbesluiten zijn of ambtshalve te nemen andere besluiten (art. 20.10 Wm.):

Beroepsgerechtigden zijn: 
- mensen die bedenkingen hebben gehad tegen het ontwerpbesluit
- adviseurs
- mensen die bedenkingen hebben tegen wijzigingen van het ontwerpbesluit
- belanghebbenden aan wie redelijkerwijs niet kan worden verweten dat ze geen bedenkingen hebben gehad tegen het ontwerpbesluit

Afwijkende inwerkingtreding besluit (art. 20.11 lid 2 Wm.): wanneer tevens een verzoek tot geheimhouding in de zin van art. 19.3 Wm. is gedaan, treedt dit besluit zes weken na de dag van toezending in werking. 
De beroepstermijn begint in dat geval op de dag na de datum van toezending en de indieningstermijn is, in afwijking van art. 6:7 Awb., zes weken na de dag waarop het besluit ter inzage is gelegd in de zin van art. 3:44 lid 2 sub a Awb. (art. 20.11 lid 2 Wm.).

### Advisering bij beroepen inzake milieubeheer
Er is een stichting Advisering Bestuursrechtspraak (StAB) die op verzoek van de bestuursrechter een deskundigenbericht uitbrengt inzake beroepen bij de Afdeling bestuursrechtspraak van de Raad van State (art. 20.14 – 20.17 Wm.).
Deze stichting moet onafhankelijk en onpartijdig zijn (art. 20.14 lid 3 Wm.) en de personen die deel uitmaken van de stichting en personeel, mogen geen functies en betrekkingen vervullen die hun onpartijdigheid en onafhankelijkheid in gevaar kunnen brengen (art. 20.16 Wm.).

## Verantwoordingsplicht
- Het college van B&W doet jaarlijks verslag aan de gemeenteraad over de uitvoering van de Wet milieubeheer.
- Gedeputeerde Staten doen jaarlijks verslag aan Provinciale Staten over de uitvoering van de Wet milieubeheer.
- De betrokken ministers doen jaarlijks verslag aan de Staten Generaal over de uitvoering van de Wet milieubeheer (art. 21.1 lid 1 Wm.).

De minister van VROM zendt om de vijf jaren een verslag aan de Staten-Generaal (art. 21.2 lid 1 Wm.). 
Er zijn nadere regels mogelijk bij Algemene Maatregel van Bestuur en bij de vaststelling, wijziging of intrekking daarvan, wordt rekening gehouden met het geldende nationale milieubeleidsplan (n.m.p.). (art. 21.6 lid 1 Wm.).